# Іван Франко та Наукове товариство імені Шевченка
13 березня 1892 р. на загальних зборах літературно-видавниче Товариство ім. Шевченка, засноване у 1873 р. у Львові, було реорганізоване в наукову інституцію. Галицьке намісництво затвердило новий статут 16 грудня 1892-го. 
Одразу ж після «ухвалення» на велелюдному зібранні погодженого проекту статуту Франко здійснив спробу увійти до членського складу реформованої установи. Це рішуче намагання, одначе, виявилося безуспішним через політичні переконання претендента на членство в народовській установі. У статті «Towarzystwo imenia Szewczenki», що була опублікована на шпальтах газети «Kurjer Lwowski» [1892. — № 78. — S. 2–3], І. Франко стисло окреслив розвиток установи від часу її заснування, висвітлив основні зміни статуту та причини своєї невдалої спроби стати членом інституції, зазначивши, що за новим статутом метою Товариства є «розвиток науки рідною мовою, плекання мистецтва, збирання і зберігання усяких пам'яток, старожитностей і наукових цінностей Русі-України».

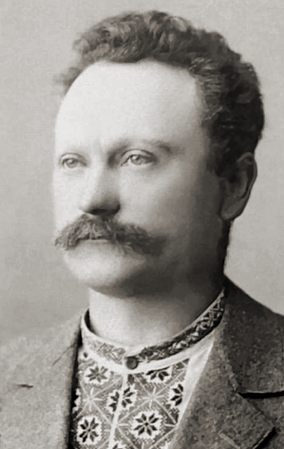
Іван Якович у 1898 році

Франко співпрацював із «Зорею», єдиним друкованим органом Товариства упродовж трьох років (1883—1886) на різних посадах, зокрема, на тимчасовій посаді робочого редактора (з 14 вересня 1885). Після відомого політичного судового процесу 1877—1878 рр. І. Франка поступово усунули від установ народовської орієнтації, передусім з «Просвіти» і Товариства ім. Т. Шевченка. Ще не будучи членом Товариства, І. Франко виявив організаторські здібності у процесі його становлення, згодом брав безпосередню участь у статутному реформуванні та функціонуванні НТШ. У 1889 р., на одному із засідань редакційного комітету часопису «Правда», Франко у співавторстві з Барвінським та Кониським розробив попередній проект видозміненого статуту Товариства з метою «утворення Наукового товариства академічного типу» у Львові за зразком сербського наукового товариства «Друштво» або колишнього краківського «Towarzystwa przyjaciól nauk». 
Лише з переїздом у 1894 році Грушевського з Києва до Львова полегшився процес залучення до різноманітних підрозділів НТШ широкого кола талановитих, перспективних науковців, до когорти яких безперечно належав Франко, який 28 червня 1893 р. у Відні офіційно отримав вчений ступінь доктора філософії. 14 червня 1895 року, згідно з рукописною Книгою протоколів засідань членів правління НТШ за 1893—1902 рр., на «сходинах Виділу» (президії) НТШ «прийнято в члени д-ра Івана Франка, літерата у Львові».
Вчений стрімко увійшов у науково-керівний осередок НТШ — 19 лютого 1897 р. І. Франка обрали членом президії Товариства ("референт"від філологічної секції). І. Франко був причетним до реформування статутів НТШ 1892, 1898 та 1904 рр. Вчений наполегливо виступав за введення категорії дійсних членів, котрим би присвоювалась наукова кваліфікація, та за надання права голосу на загальних зборах через повноважних осіб («відпоручників») інституціям і членам закордонних наукових установ. Ще з 1896 р. І. Франко входив до складу комісії, якій доручили розробити проект нового статуту, який з кардинальними поправками І. Франка, М. Грушевського та інших діячів було затверджено галицьким намісництвом 26.IV.1898 р. Загалом із 42-х параграфів статуту НТШ 1904 р. 30 було дослівно без жодних змін перенесено із проекту статуту, «внесеного» на розгляд І. Франком (§ 1, 2, 4, 6, 7, 9–19, 21, 24, 28, 30, 31–35, 37, 39, 40). Старанно опрацьований вченим проект статуту з невеликими змінами став основним текстом статуту Товариства 1904 р., який з деякими доповненнями діяв аж до 1939 р.
Франко присвятив понад двадцять років (1895—1916) найбільш продуктивного періоду життя Науковому товариству ім. Т. Шевченка, де різнопланово виявив себе як вчений, видавець та організатор української академічної науки. І. Франко був членом президії НТШ, керівником філологічної секції, етнографічної комісії, заступником голови археографічної, статистичної і секретарем мовної комісії НТШ, «референтом» бібліотечної комісії Товариства; брав активну участь в діяльності історико-філософської секції Товариства та інших структурних підрозділів установи. Вчений був одним із «найдіяльніших» співробітників головного друкованого органу Товариства «Записки НТШ», офіційним і неофіційним редактором багатьох томів «Етнографічного збірника», видавничої серії «Пам'ятки українсько-руської мови і літератури», «Літературно-наукового вісника», «Матеріялів українсько-руської етнології», «Українсько-руського архіву», упорядником і редактором публікації (1902—1918; у 4-х томах) поетичних та драматичних творів Федьковича (поряд із О. Колессою за участю О. Маковея), а також новітнього видання «Кобзаря» (1908; у 2-х томах) Т. Шевченка, що входили в серію видань НТШ «Українсько-руська бібліотека»; брав участь у виданнях «Збірника філологічної секції НТШ» та «Збірника історично-філософічної секції НТШ».
Франко був причетним до створення допоміжних наукових установ Товариства: музею, бібліотеки, Бібліографічного бюро, а також «Академічного дому», формування доброчинних фондів НТШ, яке запровадило і стипендіальний фонд ім. І. Франка в сумі 2000 австр. корон. Франко підтримував стратегічну ідею створення резервного академічного фонду з метою в майбутньому забезпечити наукові видавництва Товариства і «утворити дотацію для переміни його в українсько-руську Академію наук». Ім'я Франка фігурує в історичних «анналах» НТШ як «посідача академічного титулу» дійсного члена (з 1899 р.) і почесного члена інституції (з 1904 р.).

Обкладинка «Жерел до історії України-Руси» 1901 р.

Франко систематично працював в історико-філософській («історично-філософічній») секції НТШ, яку заснували члени Товариства 11 травня 1893 р. І. Франко приділяв увагу і математично-природописно-лікарській секції НТШ, яку утворили члени Товариства 11 травня 1893 р. Стаття-спогад І. Франка «Причинки до фавни східної Галичини», що її написав учений в 1911 р., призначалася до друку п. н. «Фізіографічні замітки» у «Збірнику математично-природописно-лікарської секції». «Хроніка НТШ» зафіксувала цей факт. Дослідження з якихось причин не було опубліковано. Рукопис статті, який переписав один із секретарів І.Франка з його автографа, знаходився в матеріалах президії НТШ. З архіву І.Франка статтю вперше опублікував М.Мороз . І. Франко здійснював науково-організаційну роботу в археографічній, етнографічній, правничій, статистичній, бібліографічній та мовній комісіях НТШ. 15 січня 1896 р. утворено археографічну комісію, головою котрої обрано М. Грушевського, його заступником — І. Франка, який виконував ці обов'язки до 21 травня 1913 р. Комісія почергово видавала багатотомні серії «Жерела до історії України-Руси» та «Пам'ятки українсько-руського письменства», в якій І. Франко опублікував п'ять томів видання «Апокрифи й легенди з українських рукописів». Вчений виявив себе не тільки як науковий аналітик архівних збірок, але й як організатор-археограф проведення системної евристичної, камеральної та едиційної практики НТШ. І. Франко очолив етнографічну комісію НТШ одразу ж після її заснування 15 травня 1898 р. (керував нею упродовж 1898—1900 рр. і 1908—1913 рр. І. Франко, хоч і не був «номінально» членом постійної правничої комісії, яку колегіально заснували співпрацівники НТШ 8 лютого 1899 р. (голова — Т. Ревакович, з 1900 р. керівником став С. Дністрянський), постійно сприяв багатьом її «починанням», зокрема, брав участь у нарадах, присвячених перенесенню нового австрійського цивільного процесу на галицько-український ґрунт, допомагаючи «яко знаток нашої мови». У першому томі видання «Часопись правнича і економічна» (1900—1912), яке виходило у світ під редакцією С. Дністрянського за ініціативою правничої комісії, містилась ґрунтовна праця І. Франка (історико-економічна студія) «Грималівський ключ в р. 1800» (1900).
7 липня 1906 р. НТШ утворило статистичну комісію, головою якої було обрано Грушевського, а Франко став другим заступником. Вчений підтримав план праць комісії, до якого входило упорядкування квестіонара до національної статистики. Він написав статтю «Потреби аграрної статистики» спеціально для науково-методологічного забезпечення діяльності комісії, яка до 1914 р. видала три томи «Студій з поля суспільних наук і статистики». У третьому томі надруковано статтю І.Франка про його рідне село «Контракт оселення Слободи біля Нагуєвич, Дрогобицького повіту 1779 р.».
26 травня 1909 р. Товариство заснувало бібліографічну комісію, яка видавала «Матеріяли до українсько-руської бібліографії». В рамках цієї серії упродовж 1909—1911 рр. було видано три томи «Української бібліографії Австро-Угорщини (1887—1900)» І. О. Левицького. 30 квітня 1912 р. І.Франка обрали (на пропозицію І. Кревецького)членом комісії. 6 травня 1912 р. учений порушив питання у справі доповнення «Галицко-русской библиографии XIX столетия» і повідомив про наявність у його розпорядженні значних додатків. У1918 і 1930 рр. у Львові коштом НТШ було опубліковано два випуски четвертого тому «Матеріялів…» п. н. «Спис творів Івана Франка з додатком статей про нього і рецензій про нього» (упорядник В.Дорошенко). І.Франко брав участь у підготовці «коректи» першого випуску. Вчений вказав на невідомі твори та викресливив ті праці, які йому хибно приписували. І.Франка обрали членом мовної комісії у день її заснування (14.II.1900 р.), а згодом 10.II.1902 р. учений став її секретарем. І.Франко ґрунтовно розробляв «язикові питання» не тільки у суто мовознавчих статтях, зокрема у таких розвідках: «Етимологія і фонетика в южноруській літературі», «Літературна мова і діалекти», «Причинки до українського віршописання XVII ст.», але й у літературно-критичних та деяких освітньо-історичних дослідженнях («Конечність реформи учення руської літератури по наших середніх школах», «Азбучна війна в Галичині 1859 р.», «Двоязичність і дволичність», «Причинки до української ономастики», «П'яницьке чудо в Корсуні» та ін.).І. Франко яскраво виявив себе і в галузях лексикографії та діалектології. В історії формування єдиної української літературної мовиодне з першорядних місць належить І. Франкові.
Франко брав безпосередню участь у підготовці до друку переважної більшості видань НТШ.
«Записки Наукового товариства ім. Шевченка» з часу їх заснування у 1892 р. були спільним виданням всіх секцій Товариства, а з 1897 р. стали українознавчим органом філологічної та історико-філософської секцій. Отримавши статус повноправного члена НТШ (14 червня 1895 р.), І. Франко одразу ж взяв активну участь у виданні головного друкованого органу Товариства. Науковець умістив на сторінках часопису понад сто своїх різнотематичних досліджень, зокрема такі праці: «Святий Климент у Корсуні. Причинок до історії старохристиянської легенди», «Слово о Лазаревѣ воскресенії, староруська поема на апокрифічні теми», «Апокрифічне євангеліє псевдо-Матвія і його сліди в українському письменстві», «Новий причинок до студій над Іваном Вишенським», «Хмельниччина 1648–[16]49 рр. в сучасних польських віршах», «Матеріали до історії Коліївщини», «„Жарть непотребний“ — історична вірша з 1702 р. на історичнім тлі», «Галицький москаль-чарівник», «Забутий український віршописець XVII в.», «Король Балагулів Антін Шашкевич і його українська вірша», «Слово про збурення пекла. Українська пасійна драма», «Еміль Коритко, забутий слов'янський етнограф», «Нові досліди над найдавнішою історією жидів». І. Франко опублікував на шпальтах «Записок…» і ряд теоретико-методологічних студій, таких, зокрема, як ґрунтовне дослідження «Теорія і розвій історії літератури», яке вчений вважав початком «Історії української літератури». І. Франко оприлюднив у «ЗНТШ» величезну кількість своїх рецензій, відгуків, оглядів, зауважень, заміток тощо. За час співпраці М. Грушевського, І. Франка та інших членів Товариства за період з 1895 по 1913 рр. вийшло з друку (по шість випусків на рік) 112 томів (з 5-го по 116 тт.) «Записок НТШ».

## Видання

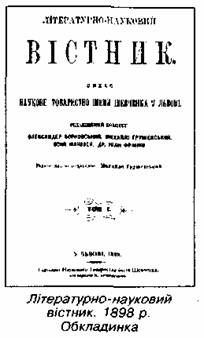
Обкладинка першого видання Літературно-Наукового Вістника 1898 року

НТШ видавало «Етнографічний збірник» з 1895 р. На основі мемуарів та епістолярії можна встановити редакторство І. Франка в томах, де його ім'я не фігурувало в титульних заголовках. Велике значення для етнографічної науки мало упорядковане І.Франком видання «Галицько-руські народні приповідки», яке налічувало 31090 позицій, що становило три великі томи (у шести випусках). В «Етнографічному збірнику» І. Франко «задумав дати корпус галицько-руських народних приповідок, упорядкованих відповідно до вимог новочасної науки». Окрім власних народознавчих записів, які І. Франко зібрав протягом багатьох років ще з гімназійних часів, етнолог послуговувався попередніми друкованими збірками Й. Левицького, Г. Ількевича, Й. Кобринського, Я. Головацького, О. Кольберга, матеріалами О. і Я. Рошкевичів, В. Щурата, О. Маковея, В. Навроцького, Л. Мартовича та багатьох інших дослідників — загалом величезним друкованим і рукописним матеріалом, що його вчений опрацював майже у 500 місцевостях.
«Пам'ятки українсько-руської мови й літератури» започатковані в 1895 р., виходили почергово з серією видань «Жерела до історії України-Руси». В серії «Пам'яток…» (до 1914 р. вийшло 7 томів) І. Франко опублікував 5 томів «Апокрифів з українсько-руських рукописів». Збірка прозових оповідань в І-у томі (1896) містила апокрифи старого завіту, апокрифічні євангелія — в II-у томі (1899), апокрифічні діяння апостолів (III-ій том; 1902), есхатологічні апокрифи (IV-ий том; 1906), апокрифічні і автентичні житія святих та легенди про них (V-ий том; 1910).
Восени 1898 р. НТШ трансформувало часопис «Зоря» на «Літературно-науковий вісник», що почав виходити за редакцією М. Грушевського, І. Франка та ін. Журнал був єдиним до 1907 р. загальноукраїнським щомісячником, який виходив рідною мовою.
І. Франко був неофіційним співредактором перших семи томів видання «Матеріяли до українсько-руської етнології» (започатковано в 1899 р.) (з 1909 р. часопис виходив під назвою «Матеріяли до української етнології»). Тут друкувались народознавчі, історичні, археологічні та антропологічні дослідження, методологічні розробки, спеціальні програми до науково-етнографічних розвідок, різноманітні матеріали про господарську діяльність, сімейний і громадський побут, звичаї та обряди, народне мистецтво, зразки народного фольклору та дослідження про народну творчість.
Франко був редактором I-го тому видання «Українсько-руська бібліотека» (з 1901 р.), до якого увійшли поезії Ю. Федьковича, та другої частини III-го тому, де були вміщені переклади Ю. Федьковича «Макбета» і «Гамлета» В. Шекспіра та «Мазепи» Р. Готшаля. Франкове двотомне видання «Кобзаря» Т. Шевченка (1908 р.) (вийшло у світ як шостий і сьомий томи серії «Українсько-руська бібліотека») поряд із двома виданнями поетичних творів Пророка української нації, що їх здійснив у Петербурзі В. Доманицький у 1907 і 1908 рр., було на той час найбільш повною(за кількістю назв, кількістю достовірних варіантів і суттєво виправленою хронологією), текстологічно та критично опрацьованою збіркою творів геніального поета на основі адекватної наукової реконструкції і творчого «відчитання» оригінального (автографічного) Шевченкового тексту.
Серію «Українсько-руський архів» створено 1906 року з метою публікації оригінальних праць, збірок дрібних документів, рукописних матеріалів. До 1913 p. побачило світ десять томів цього видання. Попри статутні кризи, фінансові проблеми НТШ неформально стало «некоронованою» українською Академією наук завдяки організаційній і творчій співпраці насамперед М. Грушевського, І. Франка та багатьох інших конструктивно настроєних діячів. Упродовж близько двадцяти років І. Франко активно впливав і як науковець, і як видавець, і як функціонер на прийняття важливих рішень президією, секціями та комісіями Товариства, сприяючи закоріненню, розвитку та новітньому удосконаленню її законодавчих, науково-видавничих і націєтворчих компонентів українознавчих основ.